# Station Mol
Station Mol is een spoorwegstation langs spoorlijn 15 (Mol - Hasselt) in Mol, in de Belgische provincie Antwerpen. Het station is tevens het beginpunt van spoorlijn 19 naar Weert in Nederland.

## Stationsgebouw
Het eerste stationsgebouw werd gebouwd in 1878-1879 en bestond uit een lang, laag en breed gebouw. In 1901-1902 werd het linkergedeelte verhoogd met een verdieping om dienst te doen als woning voor de stationschef.
In 2002 werd naast het oude stationsgebouw, gestart met de bouw van een nieuw stationsgebouw, ontworpen door architect Jacky Vanlokeren. Op 1 maart 2007 werd het nieuwe stationsgebouw met wachtzaal en loketten opengesteld voor het publiek. De NMBS heeft, ondanks protesten uit de omgeving, het oude stationsgebouw gesloopt en op de vrijgekomen grond een overdekte fietsenstalling ondergebracht.

## Buurtspoorweg
Het station lag ook op de buurtspoorwegroute Turnhout - Westerloo. De lijn Turnhout Mol werd tot 30 april 1958 gebruikt voor goederenvervoer. Tot 12 november 1955 ook voor reizigers. Tussen Donk en het station Mol lag er een vierrailigtraject (normaalspoor en meterspoor) voor het zandvervoer. Dit zandvervoer op normaalspoor werd in 1970 overgenomen door Sibelco. Het zandvervoer op het spoor eindigde in 1985.

## Galerij

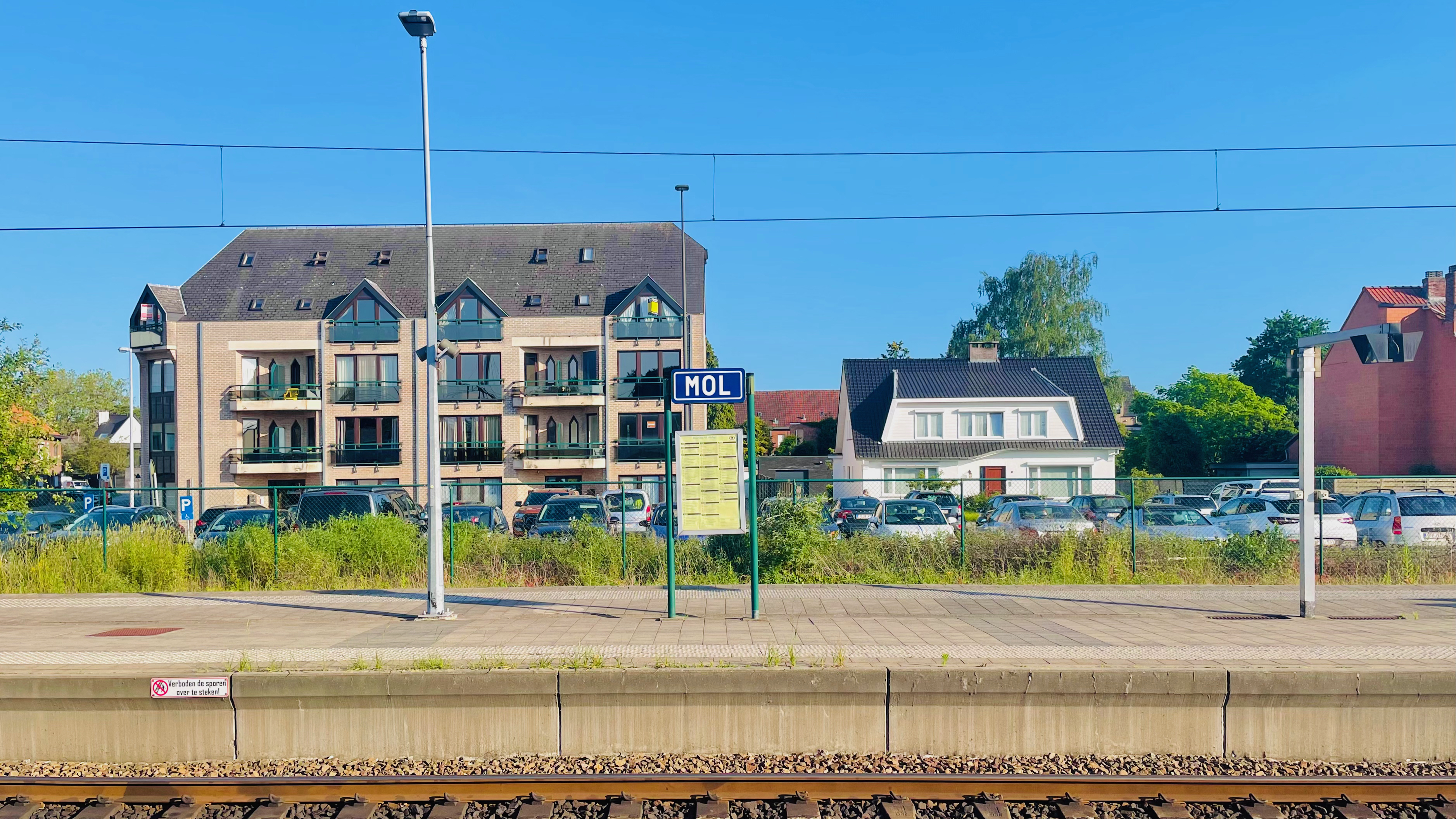
Plaatsnaambord
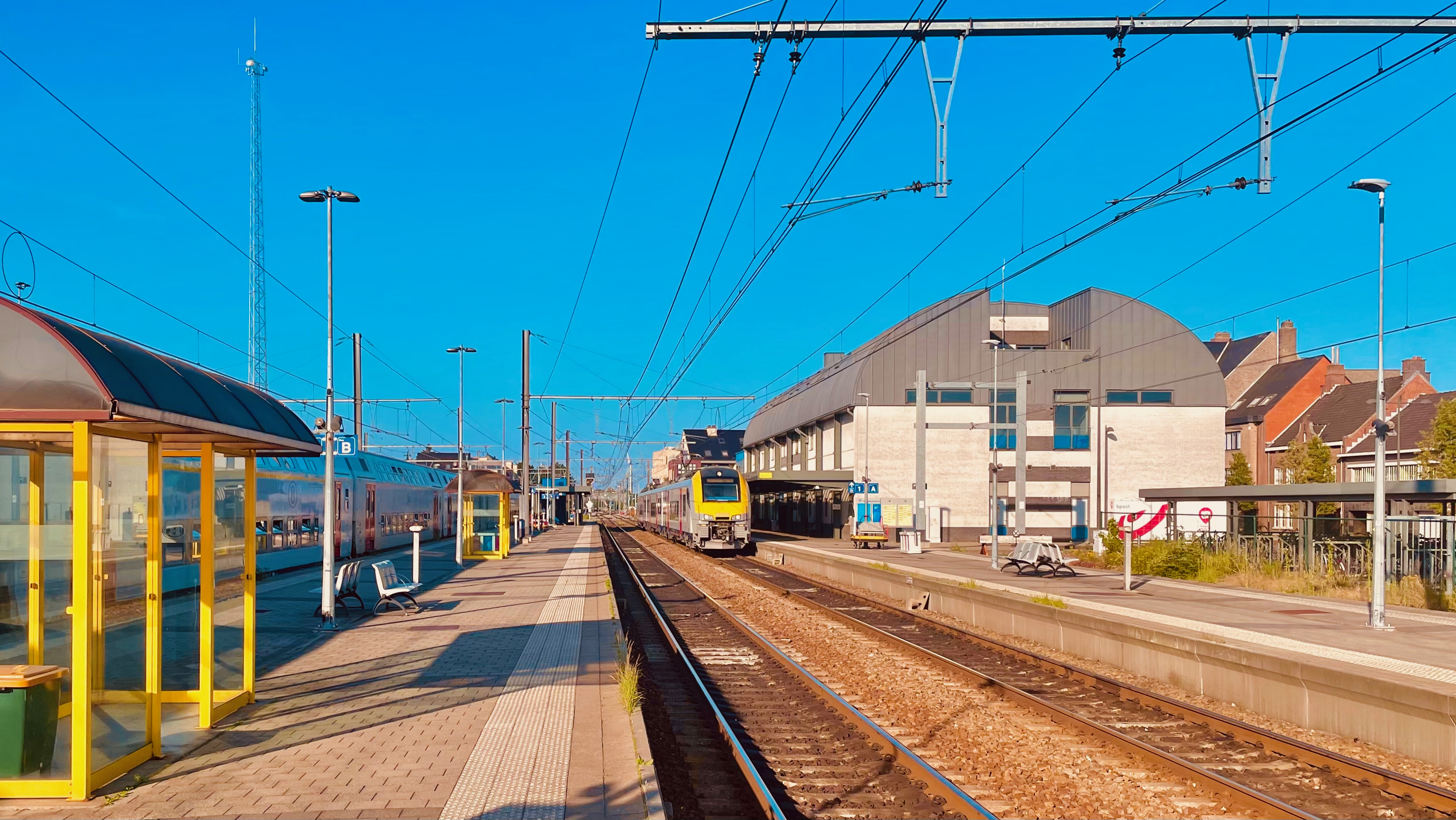
Het perron
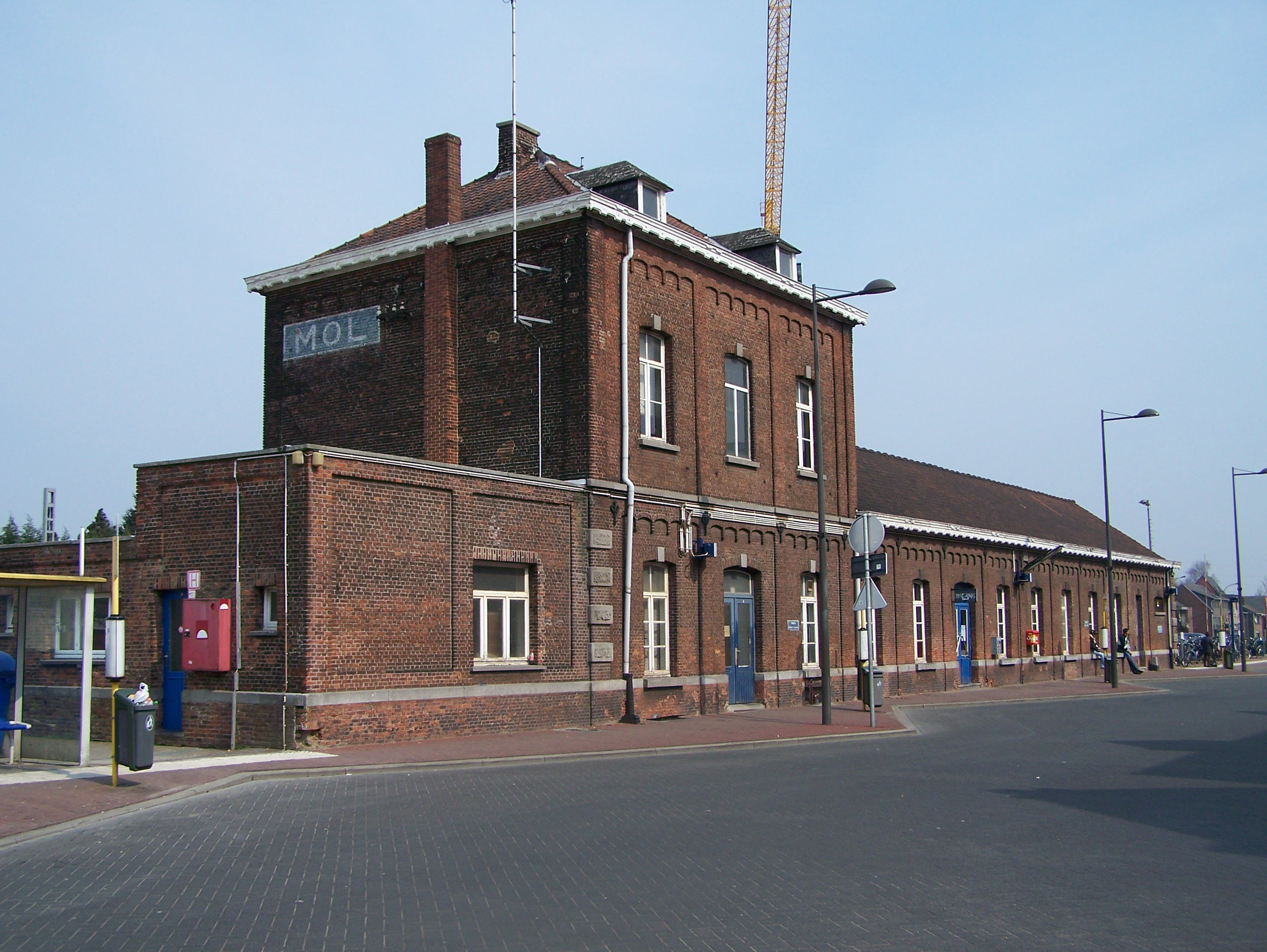
Het voormalige stationsgebouw

## Treindienst
| Serie       | Treinsoort            | Route                                                                                                  | Bijzonderheden                     |
| ----------- | --------------------- | --- | ---------------------------------- |
| IC 10       | Intercity (NMBS)      | Antwerpen-Centraal – Mol – Hamont                                                                      |                                    |
| P 7205/8205 | Piekuurtrein (NMBS)   | Mol – Mechelen – Brussel-Zuid                                                                          | Rijdt alleen op werkdagen.         |
| P 8220      | Piekuurtrein (NMBS)   | [ Hamont – Mol – ] / [ Essen – Antwerpen-Centraal – ] Leuven – Heverlee                                | Een trein op zondagavond.          |
| P 8225      | Piekuurtrein (NMBS)   | Tongeren – Hasselt – Mol – Leuven                                                                      | In het weekend in december en mei. |
| ICT 6710    | Toeristentrein (NMBS) | [ Neerpelt – Mol – ] / [ Turnhout – ] Herentals – Mechelen – Gent-Sint-Pieters – Brugge – Blankenberge | Rijdt in juli en augustus.         |

## Reizigerstellingen
De grafiek en tabel geven het gemiddeld aantal instappende reizigers weer op een week-, zater- en zondag.
| Tabel: aantal instappende reizigers station Mol | Tabel: aantal instappende reizigers station Mol | Tabel: aantal instappende reizigers station Mol | Tabel: aantal instappende reizigers station Mol |
|                                                 | Weekdag                                         | Zaterdag                                        | Zondag                                          |
| ----------------------------------------------- | ----------------------------------------------- | ----------------------------------------------- | ----------------------------------------------- |
| 1977                                            | 945                                             | 254                                             | 429                                             |
| 1978                                            | 1 419                                           | 630                                             | 870                                             |
| 1979                                            | 1 442                                           | 737                                             | 947                                             |
| 1980                                            | 1 570                                           | 804                                             | 1 053                                           |
| 1981                                            | 1 502                                           | 495                                             | 913                                             |
| 1982                                            | 1 610                                           | 581                                             | 996                                             |
| 1983                                            | 1 577                                           | 579                                             | 1 040                                           |
| 1984                                            | 1 399                                           | 564                                             | 802                                             |
| 1985                                            | 1 485                                           | 601                                             | 742                                             |
| 1986                                            | 1 622                                           | 651                                             | 1 142                                           |
| 1987                                            | 1 486                                           | 541                                             | 686                                             |
| 1988                                            | 1 206                                           | 579                                             | 879                                             |
| 1989                                            | 1 099                                           | 507                                             | 620                                             |
| 1990                                            | 1 090                                           | 573                                             | 769                                             |
| 1991                                            | 1 405                                           | 533                                             | 684                                             |
| 1992                                            | 1 416                                           | 595                                             | 770                                             |
| 1993                                            | 1 387                                           | 588                                             | 691                                             |
| 1994                                            | 1 567                                           | 714                                             | 1 031                                           |
| 1995                                            | 1 559                                           | 773                                             | 1 062                                           |
| 1996                                            | 1 717                                           | 827                                             | 1 168                                           |
| 1997                                            | 2 120                                           | 936                                             | 976                                             |
| 1998                                            | 2 276                                           | 971                                             | 1 293                                           |
| 1999                                            | 1 547                                           | 737                                             | 1 298                                           |
| 2000                                            | 2 153                                           | 994                                             | 1 218                                           |
| 2001                                            | 1 329                                           | 712                                             | 904                                             |
| 2002                                            | 1 621                                           | 828                                             | 1 170                                           |
| 2003                                            | 1 653                                           | 786                                             | 789                                             |
| 2004                                            | 1 615                                           | 754                                             | 864                                             |
| 2005                                            | 2 015                                           | 876                                             | 1 182                                           |
| 2006                                            | 1 785                                           | 894                                             | 1 176                                           |
| 2007                                            | 2 206                                           | 1 032                                           | 1 266                                           |
| 2008                                            | -                                               | -                                               | -                                               |
| 2009                                            | 2 193                                           | 837                                             | 853                                             |
| 2010                                            | -                                               | -                                               | -                                               |
| 2011                                            | -                                               | -                                               | -                                               |
| 2012                                            | 2 042                                           | 1 057                                           | 1 376                                           |
| 2013                                            | 1 785                                           | 1 759                                           | 1 571                                           |
| 2014                                            | 1 830                                           | 1 082                                           | 1 598                                           |
| 2015                                            | 2 033                                           | 819                                             | 1 022                                           |
| 2016                                            | 1 920                                           | 778                                             | 1 163                                           |
| 2017                                            | 2 220                                           | 954                                             | 1 142                                           |
| 2018                                            | 2 354                                           | 943                                             | 1 090                                           |
| 2019                                            | 2 186                                           | 1 450                                           | 1 578                                           |
| 2020                                            | 1 611                                           | 1 045                                           | 873                                             |
| 2021                                            | -                                               | -                                               | -                                               |
| 2022                                            | 2 545                                           | 1 223                                           | 1 259                                           |
| 2023                                            | 2 330                                           | 1 226                                           | 1 357                                           |
| 2024                                            | 2 588                                           | 1 033                                           | 1 181                                           |

## Bussen
| Buslijn | Traject                           | Perron |
| ------- | --------------------------------- | ------ |
| 15c     | Geel - Mol - Leopoldsburg         | 1      |
| 84      | Geel - Mol - Hamont               | 1 & 2  |
| 1       | Mol - Ginderbuiten - Sluis - Rauw | 3      |
| 17a     | Mol/Leopoldsburg - Diest          | 3      |
| 20      | Geel/Mol - Tessenderlo            | 3      |
| 390     | Mol - Arendonk                    | 4 & 5  |
| 391     | Mol - Arendonk                    | 4 & 5  |
| 470     | Mol - Turnhout                    | 4 & 5  |
| 472     | Mol - SCK                         | 5      |
| 2       | Achterbos - Mol - Europawijk      | 6      |
| 20      | Mol - Beringen                    | 6      |

1,3: Krijgsbaan ·
2,8: Liersebaan ·
3,9: Boechout ·
4,9: Vos ·
6,4: Boshoek ·
9,3: Lier ·
11,1: Lisp ·
12,8: Kessel ·
16,3: Nijlen ·
21,9: Bouwel ·
24,1: Wolfstee ·
26,4: Herentals-Kanaal ·
28,0: Herentals ·
34,0: Olen ·
37,1: Larum ·
40,1: Geel ·
46,5: Millegem ·
49,3: Mol ·
54,0: Balen ·
Ingene-Immer ·
62,8: Leopoldsburg ·
Beverlo ·
68,0: Beringen-Mijn ·
71,2: Beringen ·
74,6: Heusden ·
78,0: Zolder ·
80,2: Houthalen ·
83,3: Kolveren ·
84,9: Zonhoven ·
86,6: Zonhoven-Badplaats
0,0: Mol ·
2,9: Gompel ·
4,7: Balen-Wezel ·
8,7: Balen-Werkplaatsen ·
10,7: Lommel-Werkplaatsen ·
13,8: Lommel ·
18,6: Lommel-Werkplaatsen ·
21,5: Overpelt ·
22,8: Neerpelt ·
27,4: Sint-Huibrechts-Lille ·
30,9: Hamont